# Juan Carreño de Miranda
Juan Carreño de Miranda (25. března 1614, Avilés – 3. října 1685, Madrid) byl španělský malíř barokního období.

## Život
Juan Carreño de Miranda se narodil v Avilés v Asturii jako syn malíře stejného jména. Rodina se v roce 1623 přestěhovala do Madridu a během pozdních dvacátých let 17. století se Juan Carreño de Miranda v Madridu učil u malířů Pedra de las Cuevase a Bartolomého Romána. Všiml si ho i Velázquez kvůli jeho práci v ambitu kláštera Marie Aragónské a v kostele Panny Marie Růžencové (Iglesia de la Virgen del Rosario) v Marlofě.
V roce 1658 byl Carreño najat jako asistent při malbě fresek v madridském Alcázaru; později byly zničeny požárem roku 1734. V roce 1671, po smrti Sebastiána de Herrera, byl jmenován dvorním malířem královny (pintor de cámara) a začal malovat především portréty. Odmítl se nechat pasovat na rytíře v řádu svatojakubských rytířů řka: „Malíř žádné pocty nepotřebuje, může je sám udělit celému světu.“ Je znám hlavně jako malíř portrétů. Jeho hlavními žáky byli Mateo Cerezo, Juan Martín Cabezalero, José Jiménez Donoso a José de Ledesma. Zemřel v Madridu.
Jako šlechtic původem chápal fungování a psychologii královského dvora jako žádný malíř před ním, takže své portréty španělské královské rodiny tvořil nevídaným dokumentárním způsobem. Většina jeho obrazů jsou portréty členů královské rodiny a dvora, ačkoli vytvořil i některé oltářní obrazy, zejména raná díla objednávaná církví.

## Vybraná díla

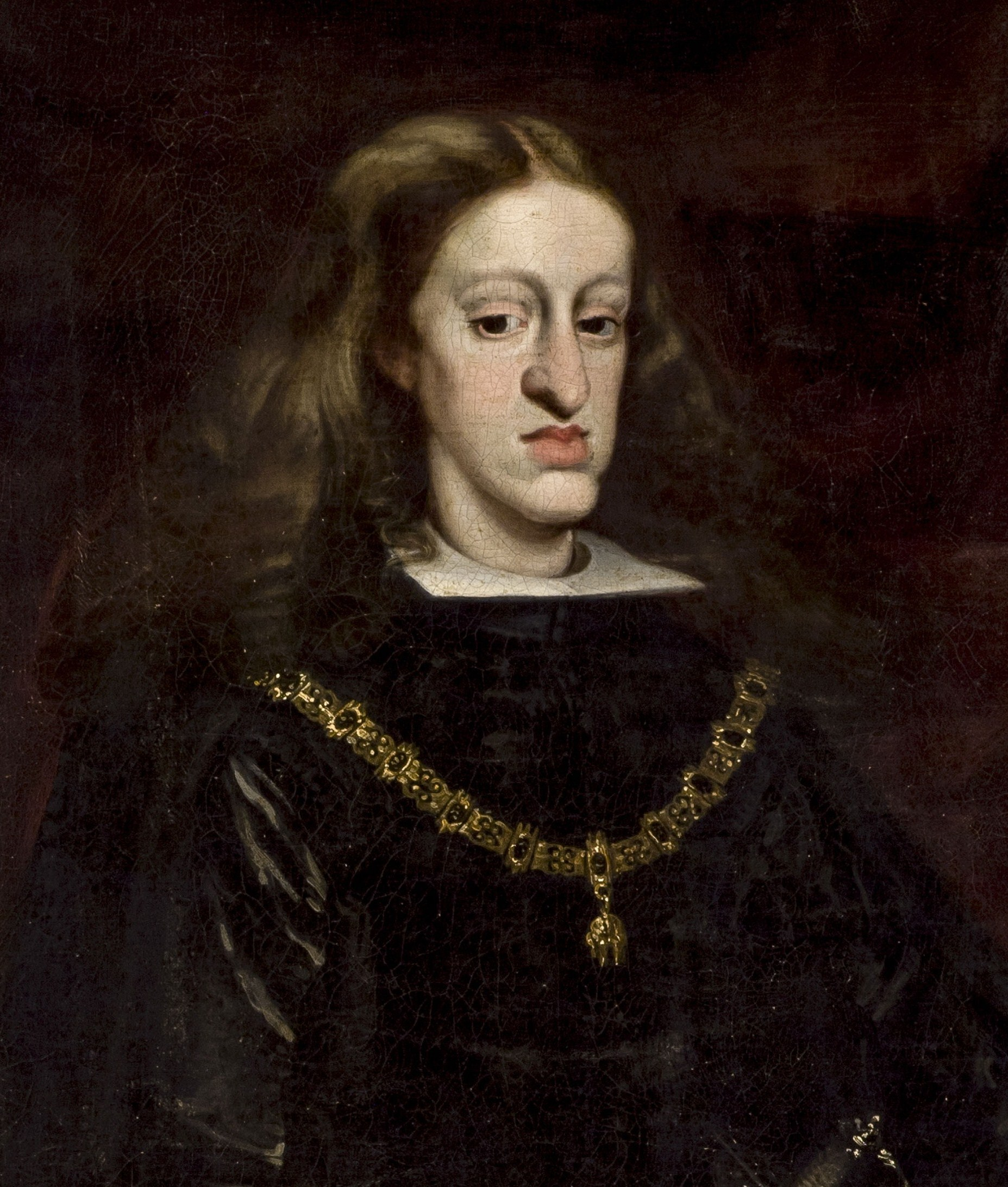
Karel II.
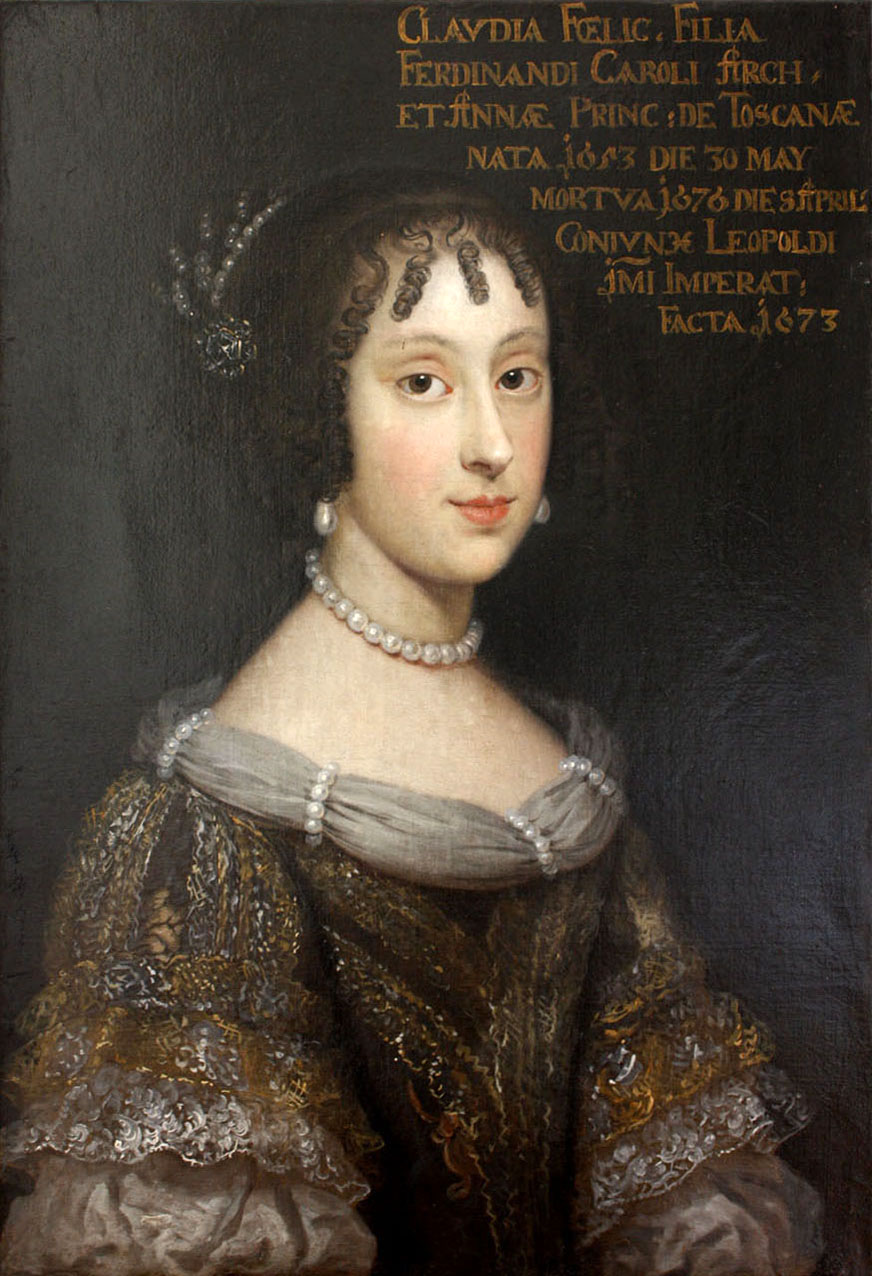
Claudia Felicitas Rakouská
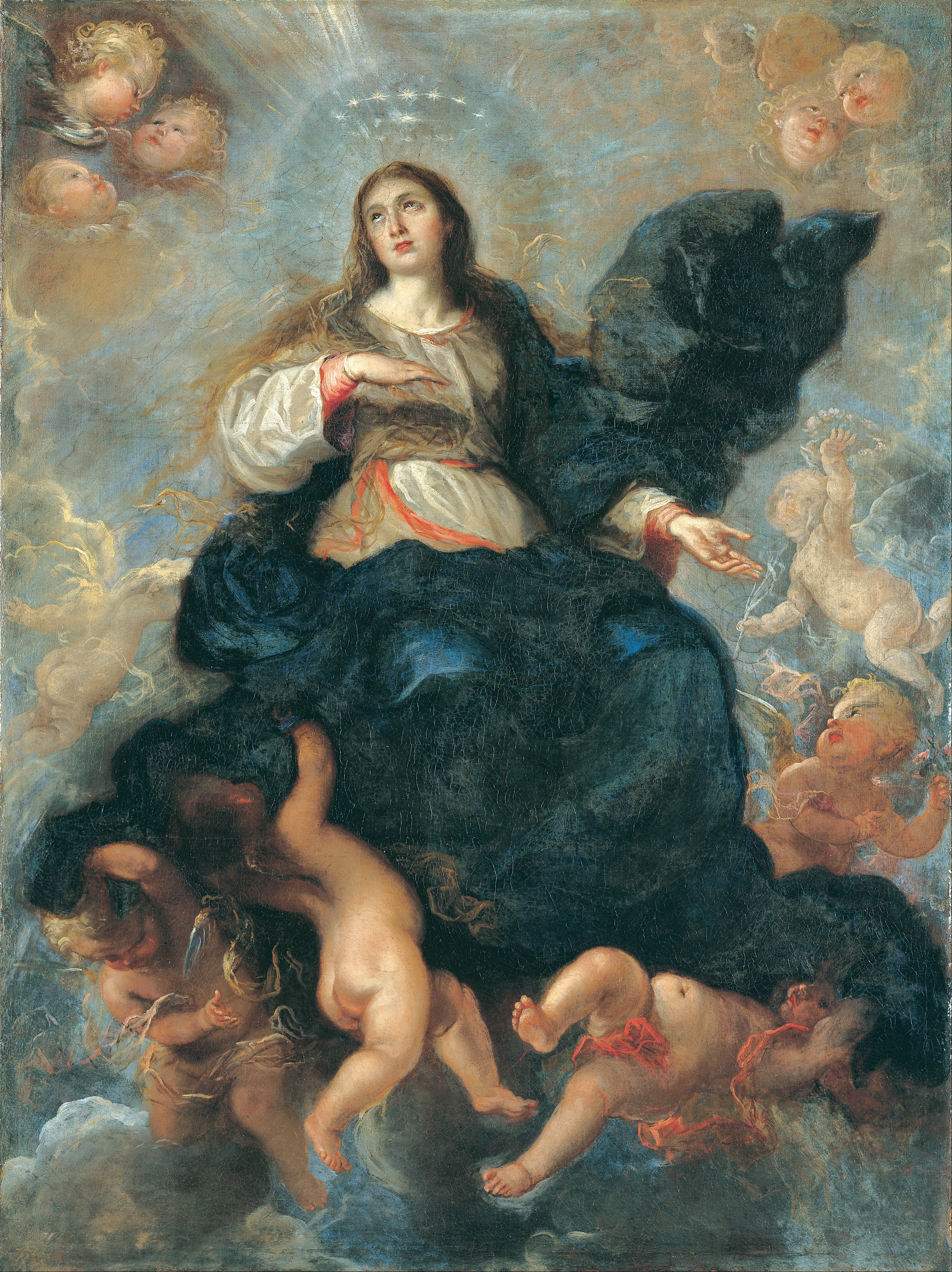
Nanebevzetí Panny Marie
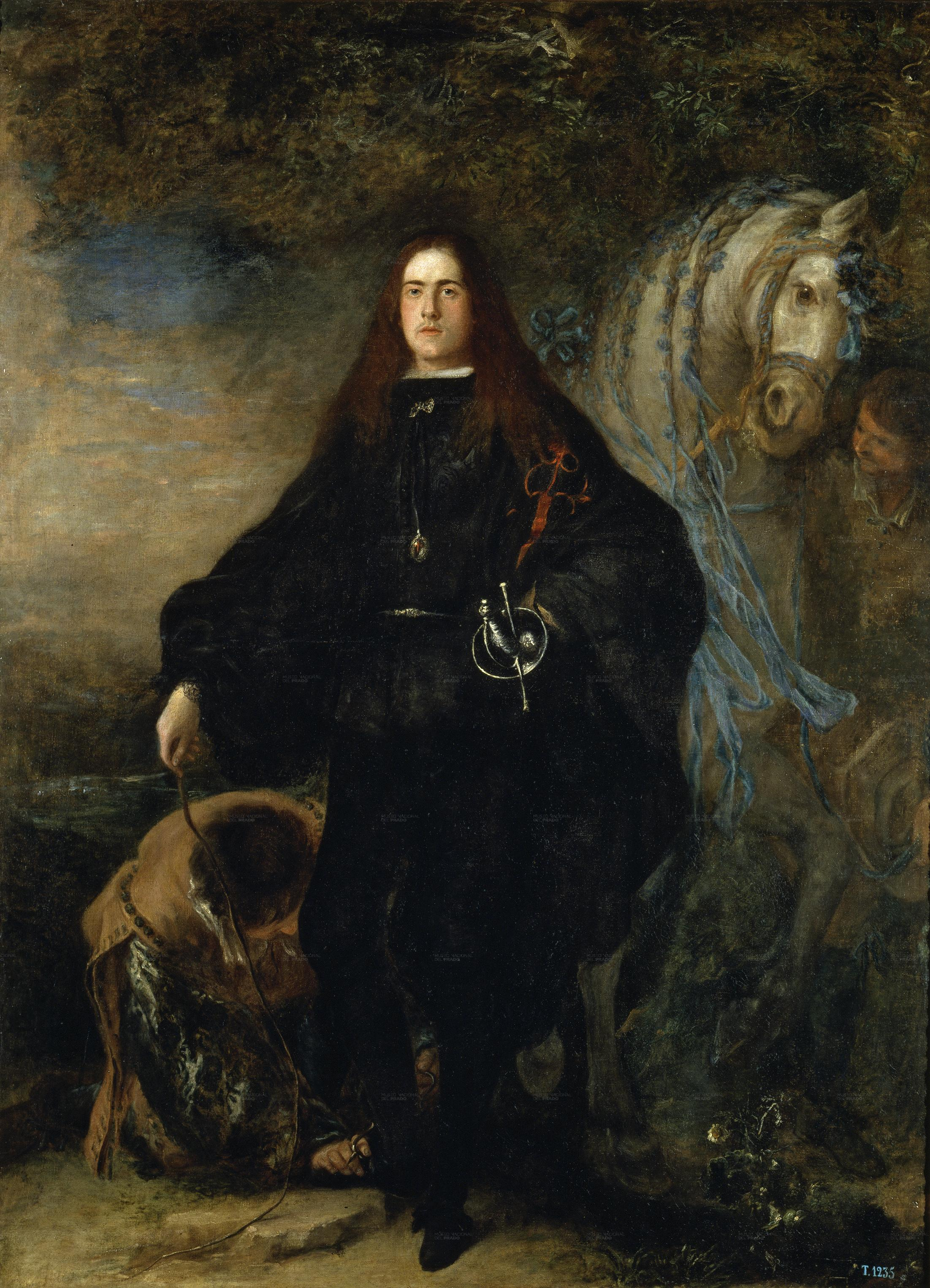
Gregorio María de Silva y Mendoza
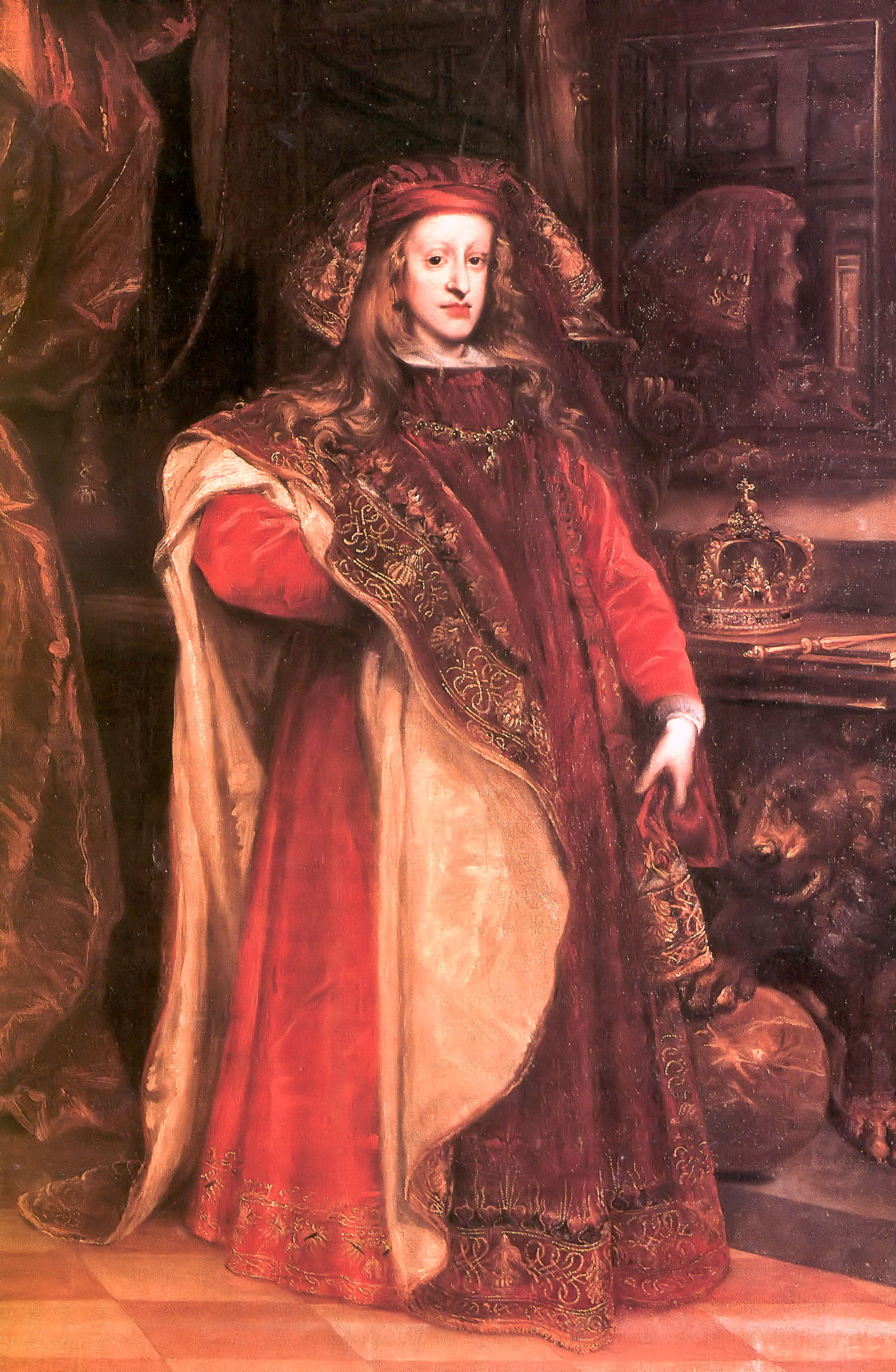
Karel II.
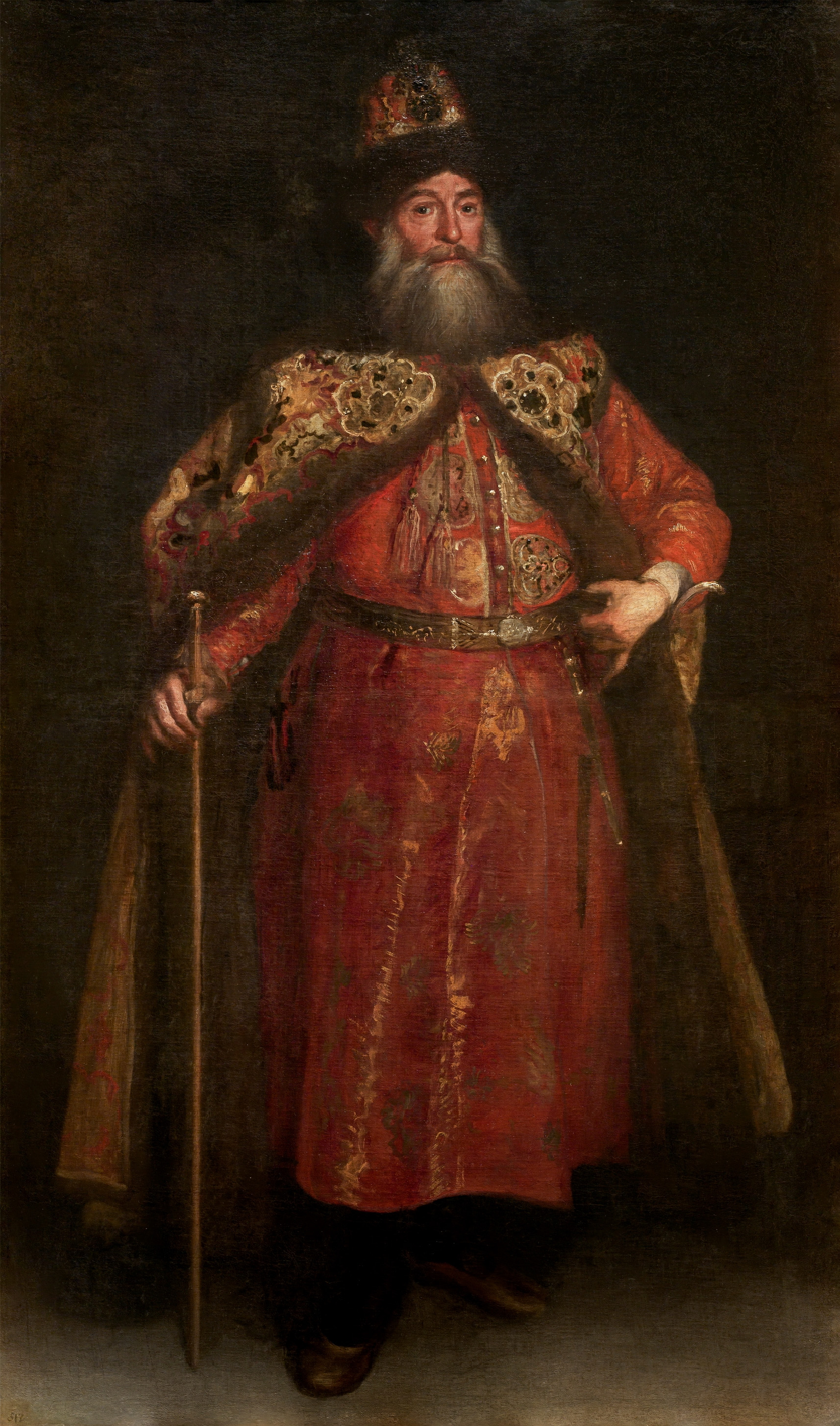
Petr Potěmkin, ruský vyslanec
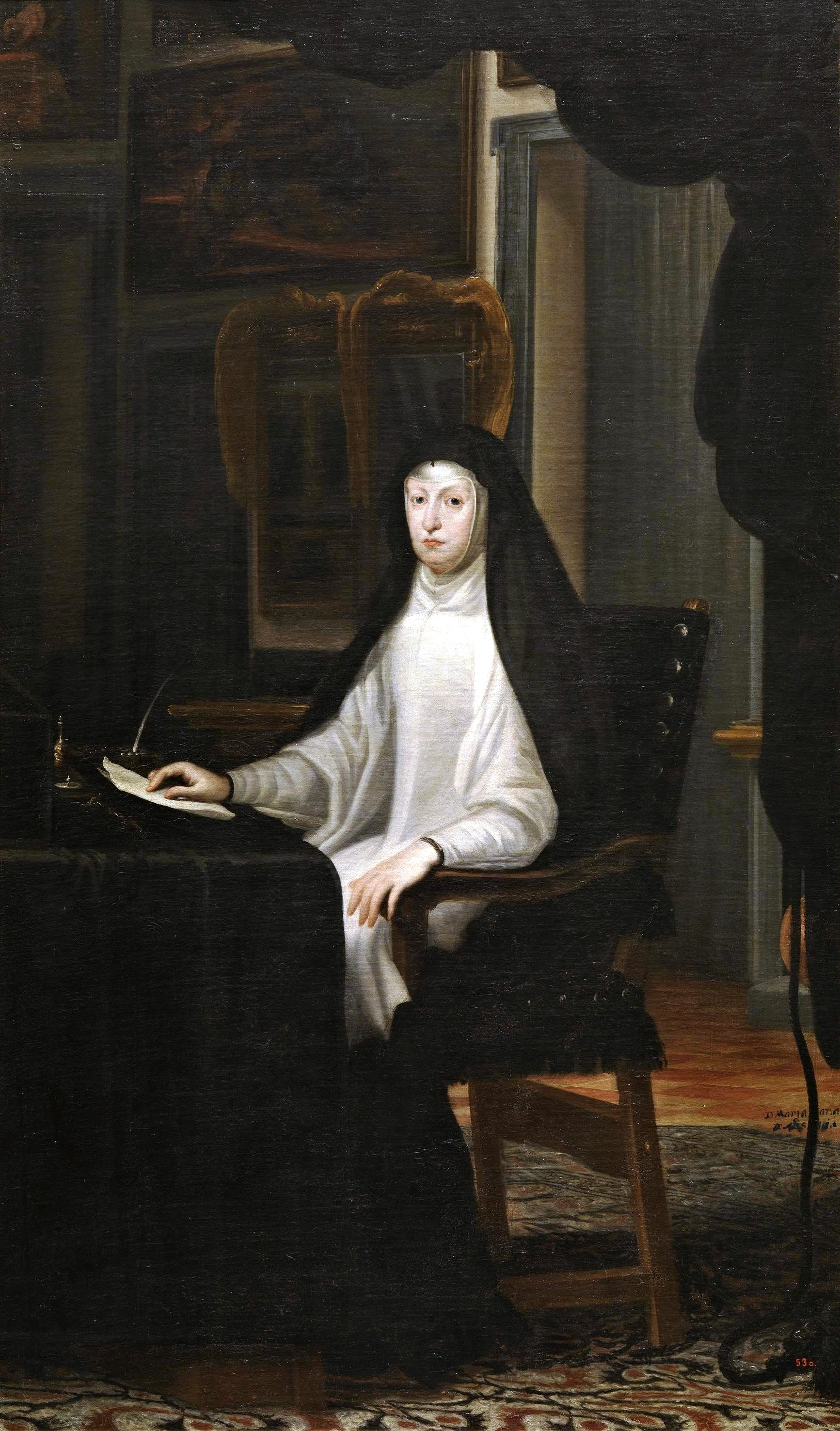
Marie Rakouská
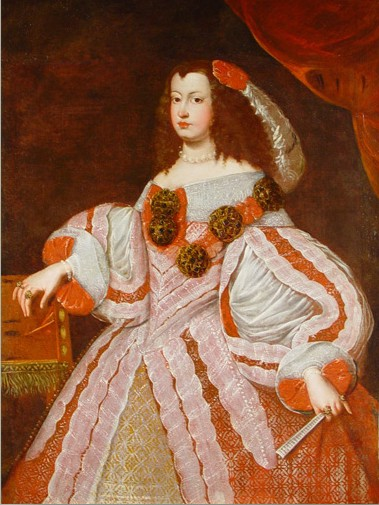
Marie Terezie Španělská
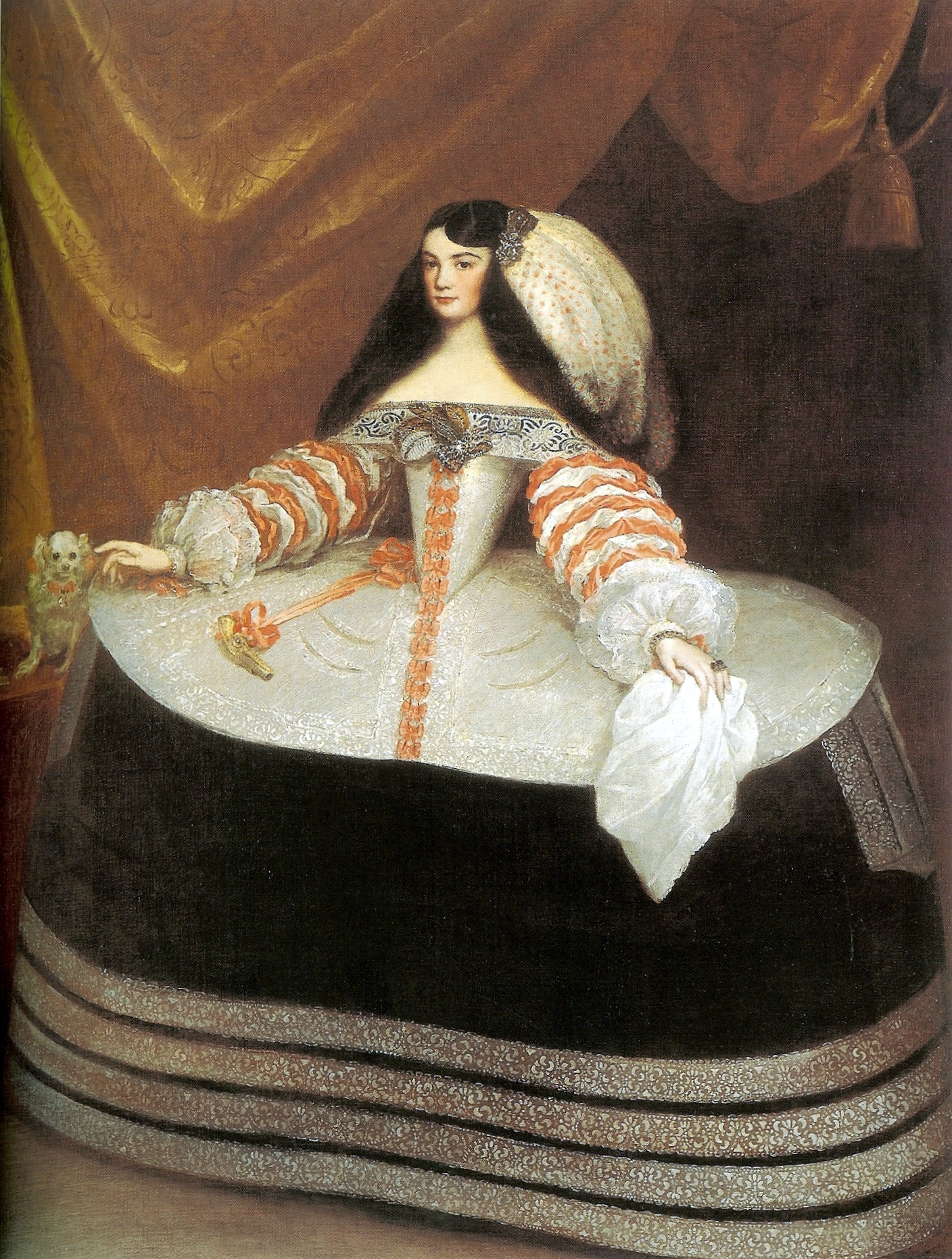
Inés de Zúñiga, hraběnka z Monterrey
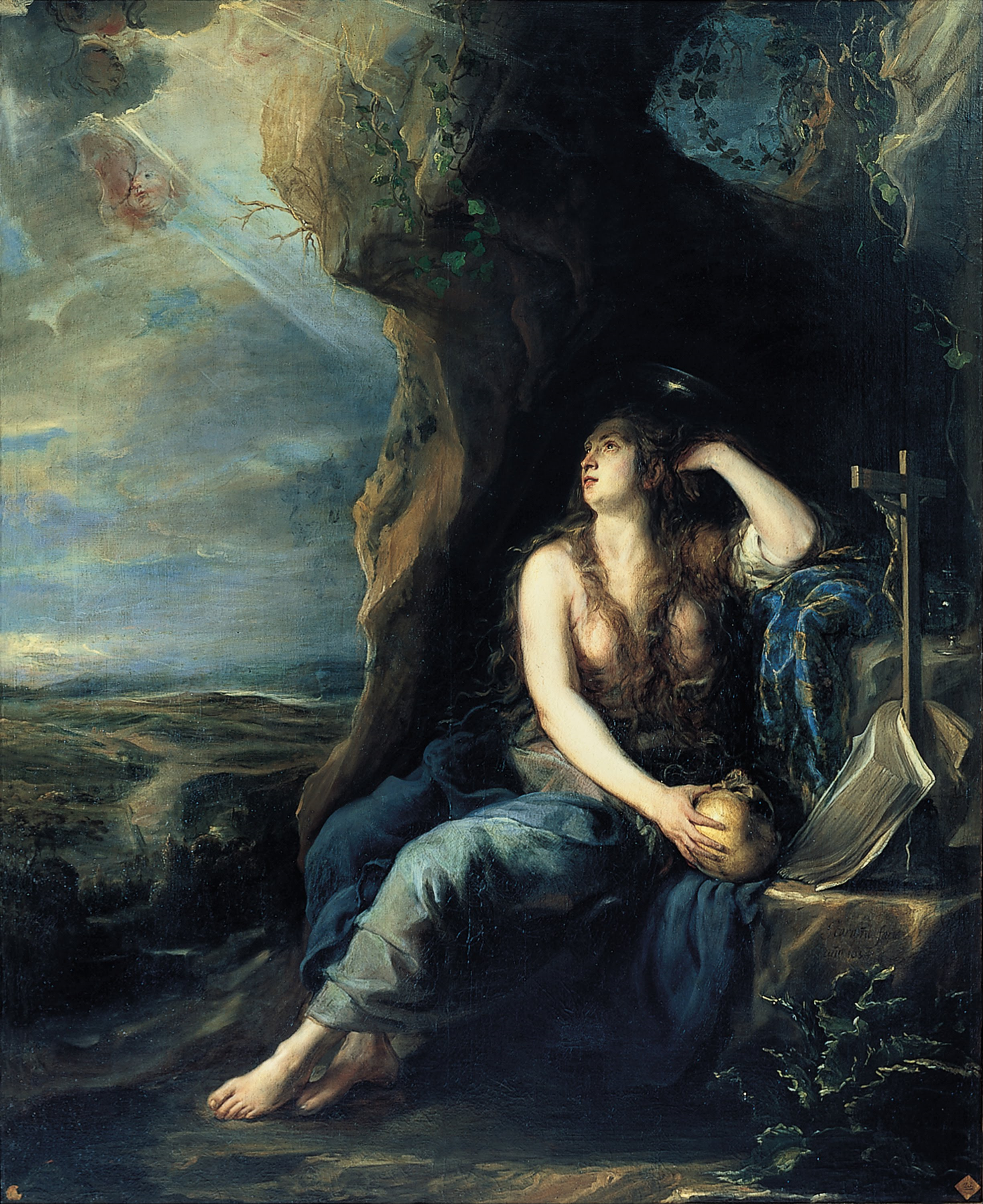
Kající Máří Magdalena Real Academia de Bellas Artes de San Fernando. Madrid